# Voormalig theehuis De Heidebloem
Voormalig theehuis De Heidebloem is een gemeentelijk monument aan de Goyergracht-Zuid 51 in Eemnes in de provincie Utrecht. 
De villa staat langs het fietspad tussen Laren en Baarn bij hoekgrenspaal 6 bij het voormalige vakantieterrein De Heidebloem, evenwijdig aan de Goyergracht. Het is de vroegere dienstwoning van de beheerder. De villa werd in de stijl van de Amsterdamse school gebouwd, waarschijnlijk door architect Dullaert. Het asymmetrische rieten dak heeft drie dakkapellen. Links van het pand is een rechthoekige aanbouw met een overstekend dak. Hiernaast staat een hoge schoorsteen.